# 920er
Portal Geschichte | Portal Biografien | Aktuelle Ereignisse | Jahreskalender | Tagesartikel

◄ |
9. Jh. |
10. Jahrhundert
| 11. Jh. | ►

◄ |
890er |
900er |
910er |
920er
| 930er | 940er | 950er | ►

920 |
921 |
922 |
923 |
924 |
925 |
926 |
927 |
928 |
929

## Ereignisse
- Dietrich von Friesland erobert von den Normannen das Land zwischen Rhein und Amstel zurück und gründet dort die Grafschaft Holland.
- König Heinrich I. von Sachsen gelingt es, sich gegen seinen Konkurrenten Herzog Arnulf I. zu behaupten; er verliert jedoch 924 gegen die Ungarn und muss ihnen Tribut zahlen; die Folgezeit nutzt er, um militärisch aufzurüsten.
- König Eduard I. von Wessex gliedert Essex und East-Anglia seinem Reich an und unterwirft die Kleinkönige von Wales und Cornwall.